# Noah Cyrus
Pour les articles homonymes, voir Cyrus.
Noah Cyrus, née Noah Lindsey Cyrus, née le 8 janvier 2000 à Nashville (Tennessee), est une chanteuse, auteure-compositrice-interprète et actrice américaine.

## Biographie

### Enfance et famille

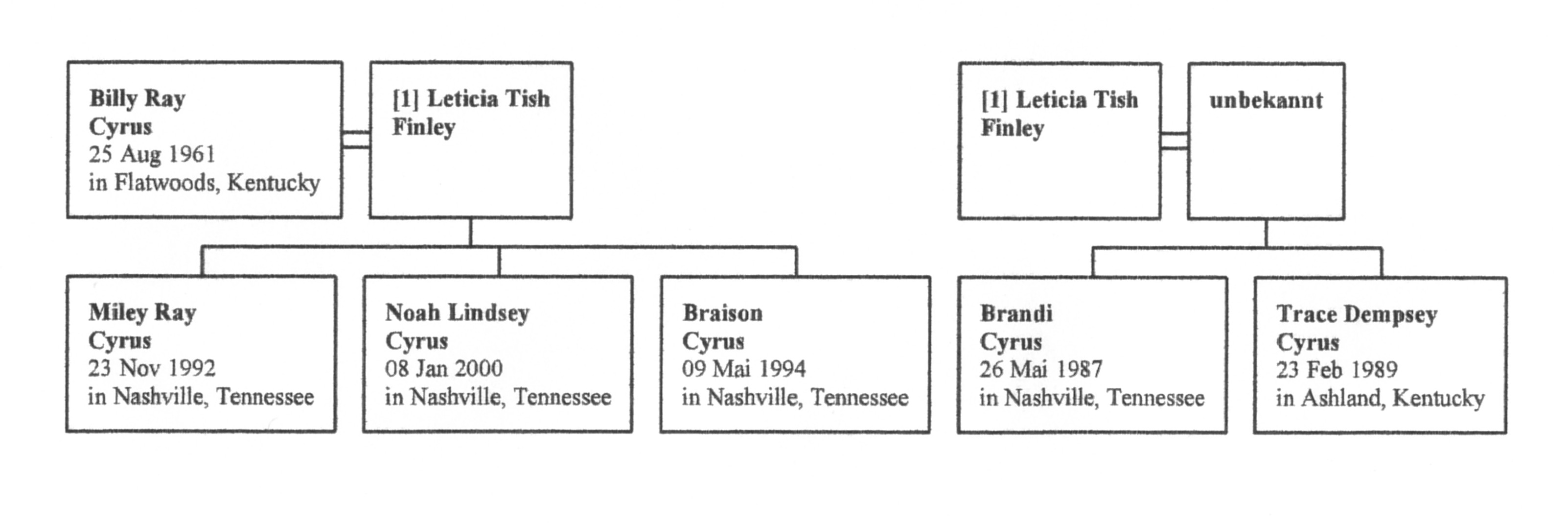
Arbre généalogique de la famille Cyrus.

Sœur cadette de Miley Cyrus, elle est la fille du chanteur de country, Billy Ray Cyrus et de la productrice Leticia Tish Finley. Elle est la dernière d'une fratrie de cinq enfants : une demi-sœur, Brandi (née en 1987), un demi-frère Trace Cyrus (né en 1989), puis un frère et une sœur, Miley Cyrus (née en 1992) et Braison Cyrus (né en 1994).
Elle fait des apparitions dans Hannah Montana et Hannah Montana Forever, ainsi qu'une dans la série de son père Doc, et une au cinéma en 2008 dans le film Le Pacte mystérieux.
Elle a aussi interprété avec sa sœur la chanson Driveway de l'album : Breakout, mais le duo n'a pas été retenu pour l'album ; elle fait une apparition sur la chanson : Hoedown Throwdown de sa sœur.
En 2009, elle double le personnage de Ponyo, l'héroïne du film d'animation japonais Ponyo sur la falaise d'Hayao Miyazaki, dans sa version américaine distribuée par Walt Disney Pictures. Elle chante aussi la chanson thème du film en anglais en duo avec le petit dernier des Jonas, Frankie.
Depuis 2009, la presse américaine critique souvent ses tenues jugées trop sexy et inadaptées à son jeune âge, notamment en tant que mannequin pour la marque de vêtements pour fillettes Ooh! La, La! Couture.

### Débuts musicaux
Le 15 novembre 2016, il est annoncé que Noah Cyrus avait signé un contrat avec le label de Barry Weiss, RECORDS, et plus tard signé un contrat de gestion avec Maverick Records.
Elle sort premier single Make Me (Cry) avec Labrinth le même jour, accompagné d’une version acoustique.
Elle participe également à la chanson Chasing Colors par Marshmello et Ookay (en), sortie en février 2017.
Le 14 avril 2017, elle sort un autre single, intitulé Stay Together, suivi du single I'm Stuck, sorti le 25 mai 2017.
Le 21 septembre 2017, elle sort un autre single Again (en) mettant en vedette XXXTentacion.
Du 19 septembre 2017 au 1er novembre 2017, elle fait la première partie de Katy Perry sur sa tournée Witness: The Tour.
Elle interprète le single All Falls Down du DJ Alan Walker ft. Digital Farm Animals et Juliander sorti le 27 octobre 2017.
Le 9 juillet 2018, Cyrus annonce sa première tournée en tête d'affiche, The Good Cry Tour.
En 2022, Cyrus publie l'album The Hardest Part, paru en Septembre 2022.

## Vie privée
De juillet à septembre 2018, Noah Cyrus est en couple avec le rappeur californien 
Lil Xan,,. Le couple s'est séparé à la suite d'accusations mutuelles de tromperie,.

## Filmographie

### Cinéma
- 2008 : Le Pacte mystérieux (Mostly Ghostly) : figurante
- 2009 : Hannah Montana, le film (Hannah Montana: The Movie) de Peter Chelsom : une fan
- 2009 : Ponyo sur la falaise (Ponyo) : Ponyo (voix anglaise)

### Télévision
- 2003-2004 : Doc (Série TV) : Gracie Hebert
- 2006-2010 : Hannah Montana et Hannah Montana Forever : plusieurs rôles de petites filles en tant que figurante
- 2021 : American Horror Stories : Connie (saison 1, épisode 7)

## Discographie

### EP
- 2018 : Good Cry
- 2020 : THE END OF EVERYTHING
- 2022 : The Hardest Part

### Singles
- 2016 : Make Me (Cry)
- 2017 : Stay Together (en)
- 2017 : I'm Stuck
- 2017 : Almost Famous
- 2017 : Again (en)
- 2017 : It's Beginning to Look a Lot Like Christmas
- 2017 : All Falls Down
- 2018 : Team
- 2018 : Live or Die
- 2019 : July
- 2019 : Lonely
- 2019 : Fuckyounoah
- 2020 : I Got So High That I Saw Jesus
- 2022 : I Burned LA Down
- 2025 : Don't Put It All On Me (avec Fleet Foxes)
- 2025 : I Saw The Mountains

### Apparitions
- 2017 : Tulsa Time (ROKMAN Remix) (dans l'album Set the Record Straight de Billy Ray Cyrus)

## Tournées
- 2018 : The Good Cry Tour
- 2020 : The Not So Tour
- 2022 : The Hardest Part Tour